# Gorževárri
Gorževárri är en kulle i Finland, på gränsen till Norge. Den ligger i Enontekis i landskapet Lappland, i den norra delen av landet, 1 000 km norr om huvudstaden Helsingfors. Toppen på Gorževárri är 523 meter över havet.
Terrängen runt Gorževárri är huvudsakligen platt, men österut är den kuperad.  Trakten runt Gorževárri är nära nog obefolkad, med mindre än två invånare per kvadratkilometer. Omgivningarna runt Gorževárri är i huvudsak ett öppet busklandskap.